# Kontaktologia
Kontaktologia – pojęcie określające naukę z pogranicza okulistyki (oftalmologii) jako dziedziny nauk medycznych oraz optyki jako dziedziny fizyki oraz gałąź optyki (sfery korekcji wzroku) wyspecjalizowaną w zakładaniu soczewek kontaktowych, czyli narzędzi korygujących wzrok, umieszczanych bezpośrednio na gałce ocznej, oraz artykułów do ich pielęgnacji.